# Grand Prix de triathlon 2017
Navigation
Grand Prix de triathlon 2016 Grand Prix de triathlon 2018
Le Grand Prix de triathlon 2017 est composée de cinq courses organisées par la Fédération française de triathlon (FFTRI). Chaque course est disputée au format sprint soit 750 m de natation, 20 km de cyclisme et 5 km de course à pied. 
Le Grand Prix de triathlon 2017 se déroule du 21 mai au 23 septembre 2017. 

## Calendrier[1]
| Étapes   | Date                     | Villes    |
| -------- | ------------------------ | --------- |
| 1° étape | dimanche 21 mai 2017     | Dunkerque |
| 2° étape | dimanche 2 juillet 2017  | Valence   |
| 3° étape | dimanche 13 août 2017    | Embrun    |
| 4° étape | samedi 2 septembre 2017  | Quiberon  |
| 5° étape | samedi 23 septembre 2017 | Nice      |

## Clubs engagés

### Hommes
- E.C. Sartrouville Triathlon
- Poissy Tri Duathon Club
- Les Sables Vendée Tri
- Metz Triathlon
- Montluçon Triathlon
- TCG 79 Parthenay
- Rouen Triathlon
- Sainte-Geneviève Tri
- Saint-Jean-de-Monts
- Montpellier Agglo triathlon
- Triathlon Club de Lievin
- Valence Triathlon
- Tricastin Triathlon Club
- Versailles Triathlon
- Triathlon Toulouse Métropole
- Vitrolles Triathlon
- Team Charentes Triathlon

### Femmes
- Poissy Tri Duathon Club
- E.C. Sartrouville Triathlon
- Tri Club Châteauroux 36
- TCG 79 Parthenay
- Brive Limousin Triathlon
- Stade Poitevin Triathlon
- Issy Triathlon
- Metz Triathlon
- Tri Val de Gray
- Dijon Triathlon
- Autun Triathlon
- Versailles Triathlon
- Triathlon Toulouse Métropole
- Triathlon Saint Amand Dun 18
- Team Charentes Triathlon

## Résultats

### Dunkerque
| Position           | Hommes                      | Femmes                  |
| ------------------ | --------------------------- | ----------------------- |
| Médaille d'or      | Poissy Tri Duathon Club     | Poissy Tri Duathon Club |
| Médaille d'argent  | E.C. Sartrouville Triathlon | TCG 79 Parthenay        |
| Médaille de bronze | Saint-Jean-de-Monts         | Issy Triathlon          |

### Valence
| Position           | Hommes                      | Femmes                      |
| ------------------ | --------------------------- | --------------------------- |
| Médaille d'or      | E.C. Sartrouville Triathlon | Poissy Tri Duathon Club     |
| Médaille d'argent  | Saint-Jean-de-Monts         | E.C. Sartrouville Triathlon |
| Médaille de bronze | Poissy Tri Duathon Club     | Issy Triathlon              |

### Embrun[2]
| Position           | Hommes                      | Femmes                   |
| ------------------ | --------------------------- | ------------------------ |
| Médaille d'or      | Poissy Triathlon            | Poissy Triathlon         |
| Médaille d'argent  | Saint-Jean-de-Monts         | Tri Val de Gray          |
| Médaille de bronze | Montpellier Agglo triathlon | Stade Poitevin Triathlon |

### Quiberon
| Position           | Hommes                      | Femmes           |
| ------------------ | --------------------------- | ---------------- |
| Médaille d'or      | Poissy Triathlon            | Poissy Triathlon |
| Médaille d'argent  | E.C. Sartrouville Triathlon | Metz Triathlon   |
| Médaille de bronze | Triathlon Club de Lievin    | Issy Triathlon   |

### Nice[3]
| Position           | Hommes                      | Femmes                   |
| ------------------ | --------------------------- | ------------------------ |
| Médaille d'or      | Poissy Triathlon            | Poissy Triathlon         |
| Médaille d'argent  | Montpellier Agglo triathlon | Stade Poitevin Triathlon |
| Médaille de bronze | Saint-Jean-de-Monts         | Metz Triathlon           |

## Classement général final
| Position | Hommes                       | Hommes | Femmes                       | Femmes |
| Position | Équipes                      | Points | Équipes                      | Points |
| -------- | ---------------------------- | ------ | ---------------------------- | ------ |
|          | Poissy Triathlon             | 108,5  | Poissy Triathlon             | 110    |
|          | Saint-Jean-de-Monts          | 95,5   | Metz Triathlon               | 82     |
|          | Montpellier Agglo triathlon  | 86,5   | Issy Triathlon               | 81     |
| 4e       | E.C. Sartrouville Triathlon  | 83     | Tri Val de Gray              | 75,5   |
| 5e       | Triathlon Club de Lievin     | 70,5   | E.C. Sartrouville Triathlon  | 71     |
| 6e       | Les Sables Vendée Tri        | 67     | Stade Poitevin Triathlon     | 65     |
| 7e       | Valence Triathlon            | 59,5   | Brive Limousin Triathlon     | 58,5   |
| 8e       | Montluçon Triathlon          | 58     | Tri Club Châteauroux 36      | 58     |
| 9e       | Sainte-Geneviève Tri         | 53,5   | TCG 79 Parthenay             | 51     |
| 10e      | Rouen Triathlon              | 48,5   | Autun Triathlon              | 45,5   |
| 11e      | Metz Triathlon               | 47,5   | Dijon Triathlon              | 45,5   |
| 12e      | Versailles Triathlon         | 42,5   | Versailles Triathlon         | 32     |
| 13e      | TCG 79 Parthenay             | 40     | Triathlon Toulouse Métropole | 30,5   |
| 14e      | Tricastin Triathlon Club     | 37     | Triathlon Saint Amand Dun 18 | 23     |
| 15e      | Triathlon Toulouse Métropole | 24,5   | Team Charentes Triathlon     | 16     |
| 16e      | Vitrolles Triathlon          | 20     |                              |        |
| 17e      | Team Charentes Triathlon     | 19     |                              |        |

## Résultats individuels
| Hommes                                             | Dunkerque | Valence | Embrun | Quiberon | Nice |
| -------------------------------------------------- | --------- | ------- | ------ | -------- | ---- |
| Dorian Coninx (Poissy Triathlon)                   | 1er       |         | 1er    | 1er      |      |
| Raphaël Montoya (E.C. Sartrouville Triathlon)      | 2e        |         |        |          | 3e   |
| Wian Sullwald (Valence Triathlon)                  | 3e        |         |        |          |      |
| Vincent Luis (Sainte-Geneviève Triathlon)          |           | 1er     |        |          | 1er  |
| Henri Schoeman (E.C. Sartrouville Triathlon)       |           | 2e      |        |          |      |
| João Pereira (Les Sables Vendée Triathlon)         |           | 3e      |        |          |      |
| Kristian Blummenfelt (E.C. Sartrouville Triathlon) |           |         |        | 2e       |      |
| Pierre Le Corre (Montpellier Triathlon)            |           |         |        | 3e       | 2e   |
| Ryan Sissons (St Jean de Monts Vendée Triathlon)   |           |         | 2e     |          |      |
| Simon Viain (Montptellier Agglo Triathlon)         |           |         | 3e     |          |      |

| Femmes                                          | Dunkerque | Valence | Embrun | Quiberon | Nice |
| ----------------------------------------------- | --------- | ------- | ------ | -------- | ---- |
| Cassandre Beaugrand (Poissy Triathlon)          | 1er       | 1er     |        | 1er      |      |
| Non Stanford (E.C. Sartrouville Triathlon)      | 2e        |         |        |          |      |
| Justine Guérard (Poissy Triathlon)              | 3e        |         |        |          |      |
| Ashleigh Gentle (Metz Triathlon)                |           | 2e      |        |          |      |
| Andrea Hewitt (Poissy Triathlon)                |           | 3e      | 1er    | 2e       | 2e   |
| Bárbara Riveros Díaz (Tri Val de Gray)          |           |         | 2e     |          |      |
| Léonie Périault (Poissy Triathlon)              |           |         | 3e     | 3e       |      |
| Georgia Taylor-Brown (Stade Poitevin Triathlon) |           |         |        |          | 1er  |
| Sandra Dodet (Poissy Triathlon)                 |           |         |        |          | 3e   |